# Русановский лицей
Русановский лицей — физико-математический лицей, расположенный в микрорайоне Русановка в Днепровском районе Киева.

## История
Лицей основан в 1992 году
. В лицее углубленно изучаются физика и математика, а также науки, тесно связанные с ними. Особое внимание уделяется преподаванию геометрии, по которой, в частности, проводит мастер-классы Заслуженный Учитель Украины, доцент И. А. Кушнир. Обучение проходит с 7 по 11 классы. Преподавание ведётся на основе шестидневной учебной недели. Основное внимание в педагогическом процессе уделяется работе с одарёнными учениками, для которых ведётся ряд спецкурсов, в том числе «Развитие пространственного мышления», «Олимпиадная математика» и «Спецразделы математики».

## Учебный процесс
В 7, 8 и 10 классы поступление проводится через письменный экзамен и олимпиаду по математике, которая имеет статус международной. Русановская математическая олимпиада проводится начиная с 1996 года. В проводимых лицеем открытых олимпиадах участвовали спецшколы не менее семи регионов Украины, а также учреждения довузовского образования из-за рубежа: школа № 548 (Царицыно, Москва), гимназия № 51 (Минск), гимназия № 2 (Черняховск Калининградской области). Задачи Русановской олимпиады представлены на сайте лицея а также ранее публиковались в российском научно-методическом журнале «Полином». Учащиеся лицея также становились победителями и призёрами Всероссийских олимпиад по геометрии имени И. Ф. Шарыгина. Ученики лицея получили серебряные медали на Международной математической олимпиаде в 2013, 2019 и 2020 годах, и золотую в 2014 году.
В 2008 году в рейтинге лучших школ Киева, составленном украинским изданием «Дело», Русановский лицей занял второе место по проценту отличников по математике, а через два года в рейтинге «Комсомольской правды» лицей попал в число лучших школ Киева по проценту отличников уже по украинскому языку и литературе. В 2012 году Русановский лицей занял 1-е место по математике и 4-е по украинскому языку и литературе в рейтинге киевских школ, составленном газетой «Дело» на основании результатов внешнего независимого тестирования школьников. Также в 2012 году Русановский лицей занял 20-е место в рейтинге лучших киевских школ, составленном газетой «Сегодня» на основании результатов внешнего независимого тестирования, а в рейтинге лучших школ Украины за этот же год, составленном журналом «Фокус», лицей был поставлен на 12-е место в сумме и на пятое — по количеству учеников, набравших 200 баллов.
Лицей имеет тесные связи с Киевским политехническим институтом, в который по окончании учёбы в лицее поступает большинство лицеистов. Экзамен и олимпиада проводятся во время «Русановского фестиваля» в апреле.